# Городской посёлок
Городской посёлок (сокращённо — г. п.) — тип населённого пункта в Беларуси, России и Эстонии, то же, что и посёлок городского типа, либо название его разновидности.

## Городские посёлки Беларуси
Согласно Закону Республики Беларусь (ст. 8), городскими посёлками называются населённые пункты с численностью населения не менее 2 тысяч человек, имеющие промышленные, коммунальные, социально-культурные организации, организации торговли, общественного питания, бытового обслуживания населения.
Из 87 посёлков городского типа Беларуси 79 наделены статусом городских посёлков.

## Городские посёлки Российской Федерации
В Костромской и Ленинградской областях обозначение городской посёлок является основным для посёлков городского типа. В Красноярском крае городские посёлки рассматриваются как отдельный вид городских населённых пунктов.

### Костромская область
Согласно Закону от 9 февраля 2007 года № 112-4-ЗКО «Об административно-территориальном устройстве Костромской области», городским посёлком (посёлком городского типа) называется городской населённый пункт, на территории которого имеются промышленные организации, объекты строительства, железнодорожные узлы и другие объекты производственной инфраструктуры, с численностью населения не менее 3000 человек. В отдельных случаях к категории городских посёлков (посёлков городского типа) могут быть отнесены населенные пункты с меньшей численностью населения, но имеющие перспективы дальнейшего экономического развития и роста численности населения.
Всего на территории Костромской области расположено 7 городских посёлков.
| № | городской посёлок | подчинение на уровне АТУ (МУ) | население (чел.) |
| - | ----------------- | ----------------------------- | ---------------- |
| 1 | Ветлужский        | город Шарья (ГО)              | ↘9548            |
| 2 | Кадый             | Кадыйский район (МР)          | ↘3102            |
| 3 | Красное-на-Волге  | Красносельский район (МР)     | ↘6950            |
| 4 | Поназырево        | Поназыревский район (МР)      | ↗4127            |
| 5 | Судиславль        | Судиславский район (МР)       | ↘4158            |
| 6 | Сусанино          | Сусанинский район (МР)        | ↘3008            |
| 7 | Чистые Боры       | Буйский район (МР)            | ↘4048            |

### Красноярский край
Согласно Закону от 10 июня 2010 года № 10-4763 «Об административно-территориальном устройстве Красноярского края», городской посёлок является территориальной единицей (административно несамостоятельным населённым пунктом), в отличие от посёлка городского типа (административно-территориальной единицы, части территории края, имеющей установленные наименование, статус и административные границы); городским населённым пунктом, входящий в административно-территориальном отношении в состав краевого города, округа края, посёлка городского типа либо входящий на 1 января 2007 года в состав районного города либо в состав Северо-Енисейского района.
На территории Красноярского края всего 7 городских посёлков.
| № | городской посёлок | подчинение на уровне АТУ (МУ) | население (чел.) |
| - | ----------------- | ----------------------------- | ---------------- |
| 1 | Горячегорск       | город Шарыпово (ГО)           | ↘398 (2021)      |
| 2 | Дубинино          | город Шарыпово (ГО)           | ↘7440 (2021)     |
| 3 | Зелёный Бор       | город Минусинск (ГО)          | ↘2738 (2021)     |
| 4 | Мазульский        | город Ачинск (ГО)             | ↗1451 (2021)     |
| 5 | Северо-Енисейский | Северо-Енисейский район (МР)  | ↘6167 (2021)     |
| 6 | Снежногорск       | город Норильск (ГО)           | ↘692 (2024)      |
| 7 | Стрелка           | город Лесосибирск (ГО)        | ↘4089 (2021)     |

### Ленинградская область
Согласно Закону от 15 июня 2010 года № 32-оз «Об административно-территориальном устройстве Ленинградской области и порядке его изменения», городским посёлком (посёлком городского типа) является населённый пункт со смешанной застройкой, имеющий развернутую сферу обслуживания и промышленное производство, с численностью населения от 3000 до 12 000 человек.
Всего на территории Ленинградской области 36 городских посёлков.
| №  | городской посёлок | подчинение (МР) | население (чел.) |
| -- | ----------------- | --------------- | ---------------- |
| 1  | Большая Ижора     | Ломоносовский   | ↘2516            |
| 2  | Будогощь          | Киришский       | ↘2439            |
| 3  | Важины            | Подпорожский    | ↗2349            |
| 4  | Виллози           | Ломоносовский   | ↗3044            |
| 5  | Вознесенье        | Подпорожский    | ↗2168            |
| 6  | Вырица            | Гатчинский      | ↘14 788          |
| 7  | Дружная Горка     | Гатчинский      | ↘3313            |
| 8  | Дубровка          | Всеволожский    | ↗7876            |
| 9  | Ефимовский        | Бокситогорский  | ↘3446            |
| 10 | имени Морозова    | Всеволожский    | ↘10 344          |
| 11 | имени Свердлова   | Всеволожский    | ↗12 816          |
| 12 | Красный Бор       | Тосненский      | ↘4336            |
| 13 | Кузнечное         | Приозерский     | ↘3825            |
| 14 | Кузьмоловский     | Всеволожский    | ↘12 727          |
| 15 | Лебяжье           | Ломоносовский   | ↗5217            |
| 16 | Лесогорский       | Выборгский      | ↘3014            |
| 17 | Мга               | Кировский       | ↗11 119          |
| 18 | Назия             | Кировский       | ↘6111            |
| 19 | Никольский        | Подпорожский    | ↘2400            |
| 20 | Новоселье         | Ломоносовский   | ↗11 711          |
| 21 | Павлово           | Кировский       | ↘3252            |
| 22 | Приладожский      | Кировский       | ↘5578            |
| 23 | Рахья             | Всеволожский    | ↗3797            |
| 24 | Рощино            | Выборгский      | ↗16 515          |
| 25 | Рябово            | Тосненский      | ↘2979            |
| 26 | Свирьстрой        | Лодейнопольский | ↗917             |
| 27 | Сиверский         | Гатчинский      | ↘13 018          |
| 28 | Синявино          | Кировский       | ↗4496            |
| 29 | Советский         | Выборгский      | ↘6911            |
| 30 | Тайцы             | Гатчинский      | ↗5207            |
| 31 | Токсово           | Всеволожский    | ↘6684            |
| 32 | Толмачёво         | Лужский         | ↘2762            |
| 33 | Ульяновка         | Тосненский      | ↘11 191          |
| 34 | Фёдоровское       | Тосненский      | ↗4868            |
| 35 | Форносово         | Тосненский      | ↘4566            |
| 36 | Янино-1           | Всеволожский    | ↗24 115          |

## Городские посёлки (посёлки городского типа) Эстонии
В общем случае городским посёлком в Эстонии является поселение с плотной застройкой и числом постоянных жителей не менее 1000. По состоянию на 10 июня 2019 года в Эстонии было 12 городских посёлков:
- Аэгвийду
- Вяндра
- Кийли
- Кохила
- Кохтла-Нымме
- Лавассааре
- Мярьямаа
- Пайкузе
- Пярну-Яагупи
- Тоотси
- Ярва-Яани
- Ярваканди